# 吳州 (唐朝)
吳州，中国古代的州。

## 沿革
唐朝武德三年（620年），改揚州為兗州，改其所領海陵縣為吳陵縣，割吳陵縣置吳州，治吳陵（今江蘇省泰州市海陵區）。
宋天明元年（623年），佔領吳州。唐朝武德七年（624年），收復吳州，廢州，復吳陵縣為海陵縣，海陵縣還屬邗州。